# Directeur exécutif
 (décembre 2020).
Un directeur général ou directeur exécutif est un membre du conseil d'administration d'une organisation, mais la signification de ce terme varie d'un pays à l'autre. 

## États-Unis
Aux États-Unis, un directeur exécutif est un CEO (directeur général) ou un directeur général d'une organisation, d'une société ou d'une entreprise. Ce titre est largement utilisé dans les organisations à but non lucratif nord-américaines, bien que de nombreuses organisations à but non lucratif américaines aient adopté le titre de président ou de CEO.
La confusion peut survenir parce que les mots "exécutif" et "directeur" apparaissent à la fois dans ce titre et dans les titres des différents membres des conseils d'administration de certaines organisations.

### Rôle
Le rôle du directeur exécutif est de concevoir, développer et mettre en œuvre des plans stratégiques pour l'organisation d'une manière qui soit à la fois rentable et efficace. Le directeur exécutif est également responsable du fonctionnement quotidien de l'organisation, ce qui inclut les comités de gestion et le personnel, ainsi que l'élaboration de plans d'activités en collaboration avec le conseil d'administration. En substance, le conseil d'administration confère au directeur exécutif l'autorité de diriger l'organisation. Le directeur exécutif est responsable devant le président du conseil d'administration et fait régulièrement rapport au conseil - trimestriellement, semestriellement ou annuellement. Le conseil d'administration peut proposer des suggestions et des idées sur la manière d'améliorer l'organisation, mais le directeur exécutif décide si oui ou non, et comment, il met en œuvre ces idées.
Le directeur exécutif joue un rôle de direction pour une organisation et remplit souvent un rôle de motivation en plus de son travail au bureau. Le directeur exécutif motive et encadre les membres, les bénévoles et le personnel, et peut présider des réunions. Le directeur exécutif dirige l'organisation et développe sa culture organisationnelle.

## Royaume-Uni
Au Royaume-Uni, un directeur exécutif est un membre d'un conseil d'administration qui est également un employé ayant un rôle de haut niveau. Il est courant que les conseils d'administration aient plusieurs directeurs exécutifs, par exemple pour différents départements. Il n'y a pas de différence juridique entre un directeur exécutif et un directeur non exécutif (en) (NXD ou NED), mais il existe des différences considérables dans les attentes associées à ce rôle. 